# Die Zeit
Die Zeit – niemiecki tygodnik o zasięgu ogólnokrajowym, wydawany od 21 lutego 1946 r. w Hamburgu.
Początkowo gazetę wydawali Gerd Bucerius, Lovis H. Lorenz, Richard Tüngel i Ewald Schmidt di Simoni.
Kolejną ważną osobą w historii wydawczej „Die Zeit” była hrabina Marion Dönhoff. Wydawała tę gazetę od 1972 do swojej śmierci w 2002 roku. Od 1983 pomagał jej Helmut Schmidt, a później także Josef Joffe oraz Michael Naumann, były niemiecki minister kultury.

## Nagrody
- 1976: Nagroda im. Ericha Salomona dla dodatku „Zeitmagazin”[2].